# Friedrich Schneider (Jurist)
Friedrich Karl Adolf Schneider (* 23. Februar 1882 in Kassel; † 28. Mai 1945 in Krummhübel im Riesengebirge) war ein deutscher Jurist und Polizeibeamter.

## Leben und Wirken
Schneider war der Sohn des langjährigen Oberbürgermeisters von Magdeburg, Gustav Schneider. Nach dem Schulbesuch studierte Schneider Rechtswissenschaft an den Universitäten Marburg, Halle und Berlin. Nach dem Bestehen des ersten Staatsexamens am 8. April 1904 wurde er zum Referendar und nach Bestehen des Großen Staatsexamens am 22. Dezember 1909 zum Gerichtsassessor ernannt.
Seit dem 16. September 1912 fungierte Schneider als Amtsrichter (Amtsgerichtsrat) beim Amtsgericht Charlottenburg.
Von August 1914 bis November 1918 nahm er als Reserveoffizier am Ersten Weltkrieg teil, in dem er mit beiden Klassen des Eisernen Kreuzes und dem Mecklenburg-Schwerinschen Militärverdienstkreuz II. Klasse ausgezeichnet wurde. Bei Kriegsende schied er als Hauptmann der Reserve aus der Armee aus.
Nach seiner Rückkehr aus dem Krieg kehrte Schneider in den Justizdienst zurück: 1919 wurde er zum Landgerichtsrat am Landgericht II in Berlin ernannt. 1922 wurde er zum Landgerichtsdirektor befördert. In dieser Eigenschaft war er erst Vorsitzender einer Zivilkammer und dann einer Strafkammer. Zuletzt fungierte er bis 1933 als stellvertretender Präsident des Landgerichts II. In der Öffentlichkeit wurde er unter anderem als Vorsitzender in zahlreichen Schwurgerichtsprozessen bekannt, so im Prozess gegen den Briefträgermörder Heins. Politisch stand Schneider in der Zeit der Weimarer Republik der DNVP nahe, der er von 1920 bis 1928 angehörte. 
Nach dem Machtantritt der Nationalsozialisten im Frühjahr 1933 wurde Schneider mit Eintrittsdatum vom 1. Mai 1933 Mitglied der NSDAP (Mitgliedsnummer 2.593.575).
Mit Wirkung vom 10. September 1933 wurde Schneider durch Erlass des Preußischen Innenministers Hermann Göring als Regierungsdirektor zum Chef der Berliner Kriminalpolizei im Rang eines Regierungsdirektors in der preußischen Verwaltung ernannt. In dieser Eigenschaft führte er bis zum 30. April 1935 die Abteilung K (Kriminalpolizei) im Berliner Polizeipräsidium. Sein Nachfolger in dieser Funktion war Erich Liebermann von Sonnenberg.
Zum 1. Mai 1935 übernahm Schneider den Posten des Oberstaatsanwalts in Duisburg. 1938 wechselte er als Senatspräsident nach Breslau, bevor er 1944 wieder nach Berlin kam.

## Schriften
- Zum Kampfe gegen das Berufsverbrechertum. In: Deutsche Justiz vom 8. Juni 1934, S. 739–742.